# 池田長旧
池田 長旧（いけだ ながひさ）は、江戸時代中期の旗本。通称、帯刀。

## 略歴
寛保4年/延享元年（1744年）、池田長興の子として誕生。母は伊東長救の娘。幼名は富之助。
宝暦13年（1763年）9月4日、遺領を継ぐが、明和7年（1770年）5月23日、27歳で死去した。跡を弟・清弥が継いだ。